# Carbazocrom
Carbazocromul este un medicament antihemoragic sau hemostatic. Este utilizat pentru prevenirea hemoragiilor. Calea de administrare disponibilă este cea intravenoasă (injectabilă/perfuzabilă). A fost investigat pentru tratamentul hemoroizilor, în asociere cu troxerutină. Este un derivat de adrenocrom.